# مغوار (عسكرية)
المغاوير نوع محدد من الجنود أو أفراد وحدة عسكرية.
في الوقت الحاضر تعني المغاوير، قوات النخبة من المشاة أو القوات الخاصة، المتخصصة في عمليات الإنزال الجوي، والهبوط المظلي، وغيرها من التقنيات المشابهة.

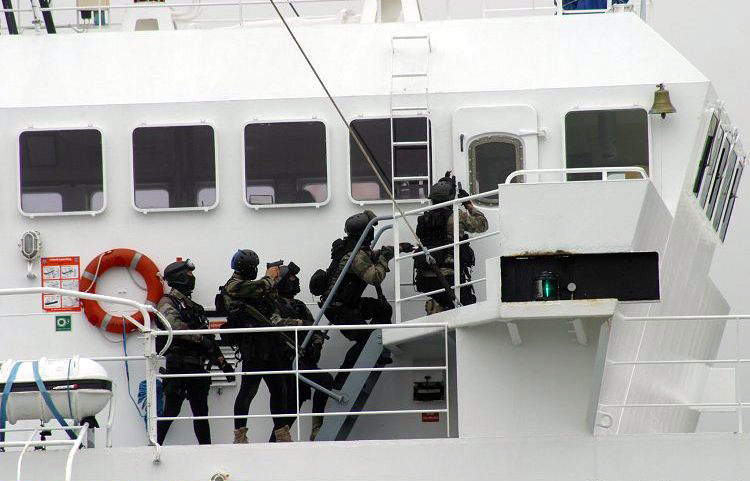
قوات المغاوير البحرية الفرنسية، أثناء عملية هجوم تدريبية

## نبذة تاريخية
كلمة كوماندو مشتقة في الأصل من الكلمة الهولندية commando التي استعارتها منها اللغة الإنكليزية بنفس اللفظ ونفس الحروف. وكان للكلمة معنى في اللغة الهولندية ويعني «أمر عسكري» حيث أن أصل هذه الكلمة كان منذ ما لا يقل عن عام 1652 وجائت الكلمة إلى اللغة الإسبانية من خلال التأثير  ومن الممكن أيضاً أنه تم اعتماد هذه الكلمة في اللغة الأفريكانية من التفاعل مع المستعمرات البرتغالية.، التي كانت مستعارة من الإيطالية في حدود عام 1600، من أقلية كبيرة من المستوطنين الألمان في الاستعمار الأوروبي الأولي لجنوب أفريقيا.

## الحرب العالمية الثانية

### ألمانيا

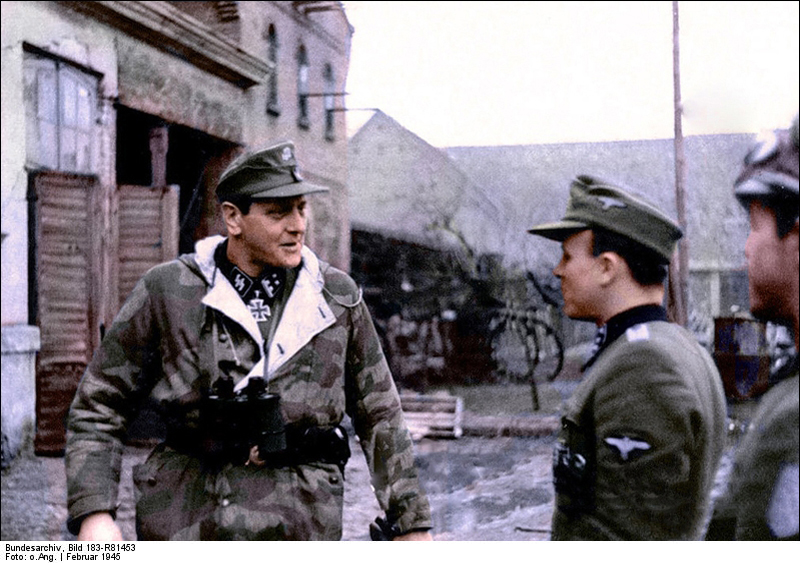
Skorzeny مع جنود من كتيبة المظلات أس أس 500 (1945)

في ديسمبر 1939، بعد نجاح عمليات التسلل والتخريب الألمانية في الحملة البولندية، شكل المكتب الألماني للاستخبارات الخارجية ومكافحة الاستعمار (OKW Amt Ausland / Abwehr) فوج براندنبورغ (المعروف رسميًا باسم شركة 800 للأغراض الخاصة والتدريب والبناء)). أجرت «براندنبورغ» مزيجًا من العمليات السرية والتقليدية، لكنها أصبحت تشارك بشكل متزايد في أعمال المشاة العادية وتم تحويلها في نهاية المطاف إلى فرقة بانزر-غرينادير، التي عانت من خسائر فادحة في روسيا. أوتو سكورزيني (الأكثر شهرة لإنقاذه بينيتو موسوليني) أجرت العديد من العمليات الخاصة لأدولف هتلر.
```
  
```

قال تقرير كتبه اللواء روبرت لايكوك في عام 1947 إن هناك غارة ألمانية على محطة رادار في جزيرة وايت في عام 1941. 

## وصلات خارجية
- Royal Engineers Museum - Commando Sappers
- Special Forces @ Discover Military